# 函谷关
函谷關，是中国古代一個关隘。故址在豫西靈寶縣舊城西南，因「路在谷中，深險如函，故以為名」。与雁门关、仙霞关、剑门关并称中国四大古关口。

## 地势
函谷关最早在春秋战国時代由秦国所建。“因在谷中，深险如函而得名。东自崤山，西至潼津，通名函谷，号称天险。”关隘地处深险谷地，地势险要，窄处只能容一辆马车通行，所谓“车不方轨，马不并辔”。而且由于这段黄河流域丘峦起伏，有中条山、崤山等阻断，函谷关底成为附近地区唯一东西向平坦的通道，自然成为军事要冲。

## 历史

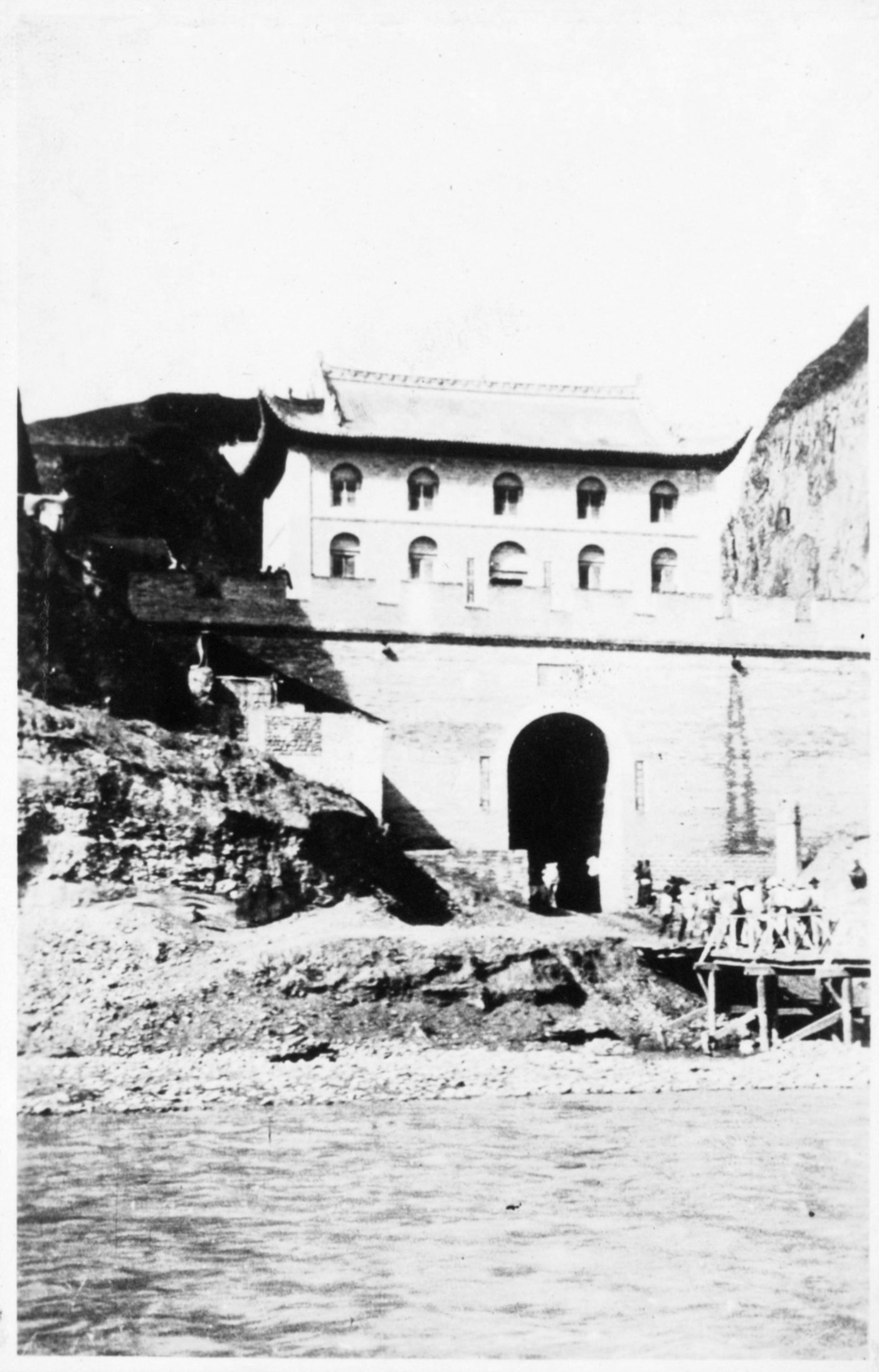
1932年的函谷關

函谷地西至潼關，東抵崤山，古稱桃林或崤函，在戰國初年屬魏國:158。前330年，秦國全部收復河西地區失地，隨即開始東進擴張，為守衛關中，憑藉黃河、崤函、少習山之險要地勢，在西端修建臨晉關、函谷關和武關，來阻攔敵軍入侵:160-161。战国时期，战国七雄除秦以外的其余六國曾聯合對抗秦国，但秦国在函谷關成功抵禦住六國聯軍的攻勢。秦如控制函谷，退可以守住關中門户，保八百里秦川不失；進可以出兵豫東，爭雄天下；如果該地被敵國占領，秦軍則被封閉在潼關以西，難以東進，而且隨時面臨敵軍入侵馳踏關中平原:164。西汉贾谊的政论名篇《过秦论》写道：“于是六国之士……尝以什倍之地，百万之众，叩关而攻秦，秦人开关延敌，九国之师，逡巡遁逃而不敢进”，其中的“关”就是指函谷关，可见其战略影响。
由於函谷關易守難攻，秦朝末年各地起義抗秦後，新立的楚懷王為儘快平息戰亂，宣告誰先入關中，得為關中王，此處所提的關亦是函谷關，之後劉邦先入關中，不過並非直入函谷關，理由即是函谷關易守難攻，加上關內即是秦的首都咸陽，護守函谷關的秦軍必是精銳，為了避免與秦軍主力硬碰硬，劉邦接受張良的建議繞道進入關中。不過，項羽不滿劉邦先入關，设下鸿门宴，但又不願違逆楚懷王當初的宣告，因此在冊封時將劉邦封為漢王，刘邦仍然在汉中成功积蓄力量，最终在楚汉相争中战胜项羽。
西汉建立后，在函谷关边设县，称弘农，治弘农郡。东汉末年群雄起兵讨伐董卓，董卓强迫汉献帝从洛阳迁都长安时，就以函谷关坚固易于防守为理由。三国时代，曹魏曾在附近建关楼，常被称为新关，与秦函谷遥相呼应。此后两千年间，地势险要的函谷关常常成为军事争夺的对象，包括唐代安史之乱、現代抗日战争等。

## 道家
函谷关另一个比较特殊之处是它被道家和之后的道教视为圣地，因传说老子是在此地创作《道德经》的。2009年5月19日，河南省灵宝市在函谷关太初宫举行千人诵读老子著作《道德经》活动。

## 现况
1992年，函谷关遗址被开发，新建了东门关楼等复古建筑，以及道家道教相关的太初宫、函谷大道场等，是现在河南省内的旅游景點之一，位于灵宝市函谷关镇王垛村，距三门峡市市区75公里。2021年3月27日（农历二月十五）是傳說中的老子诞辰2592周年，同日灵宝市在函谷关举办《道德经》文化艺术周活动。

## 注解
1. ↑  李吉甫《元和郡縣志》卷六〈河南道二〉引《西征記》，1983年，北京：中華書局，第158頁
2. ↑  《辞海》
3. 1 2 3  宋杰. . 北京: 中國社會科學出版社. 2009. ISBN 978-7-5004-7633-7.
4. ↑  . 大河网.   [2022-02-01]. （原始内容存档于2022-02-14）.
5. ↑  《三国志·董二袁刘传》裴注：“关东方乱，所在贼起。崤函险固，国之重防。”
6. ↑  . 中国网.   [2022-02-01]. （原始内容存档于2012-05-02）.
7. ↑  . 荆楚网. 2005-05-24  [2008-06-18]. （原始内容存档于2008-06-10）.
8. ↑  . 新华网.   [2022-02-01]. （原始内容存档于2022-02-14）.
9. ↑  . 中国网.   [2022-02-01]. （原始内容存档于2022-02-02）.